# Lingua olandese
L'olandese, o più propriamente nederlandese o neerlandese (Nederlands; IPA: [ˈneːd̥əɾlɑnts] ; ufficialmente algemeen Nederlands, "nederlandese comune"), è una lingua sovraregionale che, insieme all'inglese, allo scots, al tedesco, all'afrikaans, al frisone, al limburghese, al lussemburghese e allo yiddish appartiene al gruppo delle lingue germaniche occidentali. 
Al 2022 conta 24,4 milioni di parlanti totali, in gran parte madrelingua. È lingua ufficiale nei Paesi Bassi e nel Belgio, dove condivide lo status con il francese e il tedesco. In Belgio l'olandese prende il nome di fiammingo ed è parlato nelle Fiandre e nella Regione di Bruxelles-Capitale (quest'ultima ufficialmente bilingue, sebbene per l'88% francofona). Fuori dall'Europa, è la lingua ufficiale dello Stato del Suriname (ex-colonia dei Paesi Bassi), dove negli ultimi decenni è evoluta da seconda a prima lingua più parlata dagli abitanti. 
È inoltre ufficiale, ma parlata come seconda lingua, nei territori caraibici del Regno dei Paesi Bassi, Aruba e Curaçao, dove la madrelingua è il papiamento, e Sint Maarten, dove la madrelingua è l'inglese. Piccole minoranze linguistiche di lingua olandese sono riscontrabili anche nelle Fiandre francesi (Nord-Passo di Calais). In Indonesia la lingua ha un certo rilievo dal punto di vista storico (l'Indonesia fu possedimento dei Paesi Bassi per circa tre secoli, dal XVII secolo al 1949) ed è importante soprattutto per ragioni archivistiche e giuridiche.
L'Unione linguistica nederlandese (Nederlandse Taalunie) è un'organizzazione internazionale non governativa fondata nel 1980 allo scopo di raccogliere i territori aventi in comune la lingua olandese; ne fanno parte i Paesi Bassi (comprese le dipendenze caraibiche), la Comunità fiamminga del Belgio e, dal 2004, il Suriname.
È da ricordare che la lingua afrikaans, parlata in Sudafrica e in Namibia (sia come madrelingua dalla popolazione di origine boera e dalla maggioranza di quella di origine mista, sia come seconda lingua da larga parte della popolazione sudafricana), è una derivazione diretta dell'olandese del Seicento, da cui si è evoluto in modo autonomo. Le sue particolarità grammaticali (mancanza quasi totale di coniugazioni del verbo e dell'imperfetto, negazione doppia, un solo genere grammaticale) e lessicali (l'introduzione di un discreto numero di parole derivanti da dialetti africani) ne hanno fatta una lingua a sé stante, ma l'apprendimento fluente dell'olandese è molto semplice per un locutore di afrikaans e le due lingue presentano un buon grado di mutua intelligibilità.

## Nome della lingua
La lingua è comunemente nota in lingua italiana, già a partire dal Seicento, come olandese. Questa definizione, così come nella sua traduzione in molte lingue indoeuropee, è dovuta al predominio commerciale e culturale sul resto dei Paesi Bassi della regione costituita dalle due attuali province che formano l'Olanda. Sinonimi della stessa lingua sono fiammingo, neerlandese e nederlandese.

### Lingua olandese

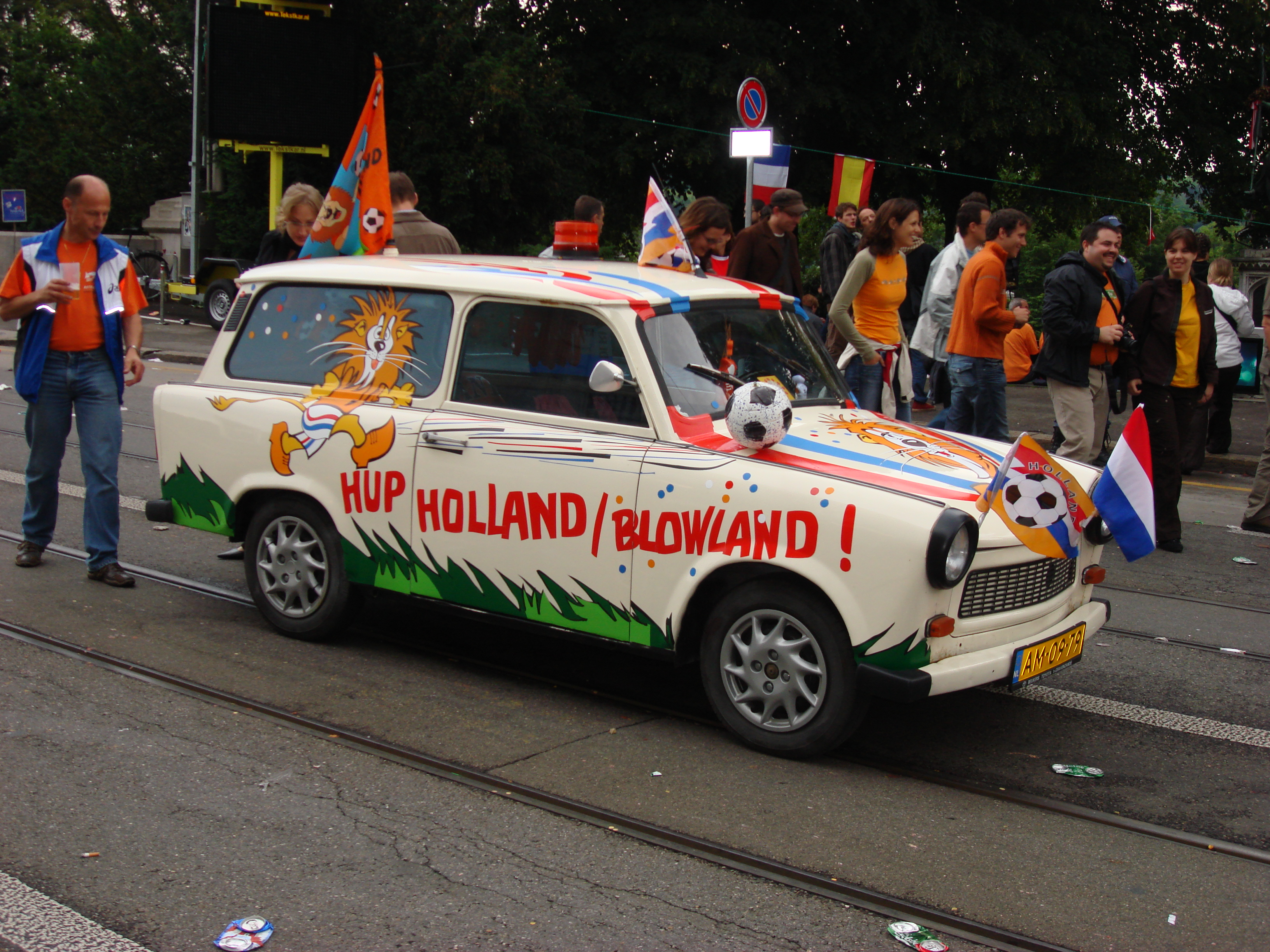
I tifosi della nazionale di calcio usano anche la parola Holland per identificare la loro squadra

Per quanto "olandese" sia il termine italiano più comunemente usato per indicarla, esso può dar luogo ad ambiguità interpretative. In senso stretto, con "olandese" (Hollands) si identifica il solo dialetto olandese, parlato nelle regioni geografiche e amministrative dell'Olanda Settentrionale e dell'Olanda Meridionale; tuttavia il termine è anche utilizzato, come parte per il tutto, come sinonimo di neerlandese riflettendo il fatto che la lingua moderna standard (Algemeen Nederlands) è ampiamente basata sul dialetto olandese. Viene rifiutato dai linguisti perché olandese, aggettivo che si riferisce ai Paesi Bassi, esclude il fiammingo da una denominazione che invece dovrebbe comprendere entrambe le varianti.

### Lingua fiamminga
Con lingua fiamminga si intende la variante della lingua parlata in Belgio da circa il 60% della popolazione di quel Paese. Anche se il fiammingo ha un proprio codice ISO identificativo, si tratta di una delle varietà della lingua neerlandese. Il vocabolario e la grammatica sono quasi del tutto identici mentre più marcate differenze si percepiscono nella pronuncia e nella dizione. Talvolta in italiano ci si riferisce a questa lingua denominandola fiammingo, a causa della prevalente influenza culturale delle Fiandre, rispetto a quella dell'Olanda, nel basso medioevo. Anche questo nome, esattamente come olandese, viene rifiutato come denominazione comune perché escluderebbe la variante olandese.

### Lingua neerlandese/nederlandese
Il nativo Nederlands, nome ufficiale riconosciuto dalla Nederlandse Taalunie per la lingua standard comune delle Fiandre e dei Paesi Bassi senza privilegiare nominalmente nessuna delle due, ha fornito due varianti all'italiano: nederlandese (neologismo da Nederlands) e il più antico neerlandese (adattamento ottocentesco, come in tutte le lingue romanze, del francese néerlandais), attualmente utilizzato in Italia nelle grammatiche, nei corsi di lingua e letteratura e nel dizionario di riferimento. Questo nome è ritenuto preferibile dai linguisti perché, come l'antecedente nativo, non privilegia una delle due varianti e si presta a indicare la lingua standard senza ambiguità. 
La forma neerlandese è stata da taluni contestata rispetto a nederlandese, ma ha ricevuto più recentemente l'approvazione dell'Accademia della Crusca. Tali termini vengono usati tuttavia per lo più in ambito accademico, anche per la necessità di distinguere adeguatamente fra la lingua standard e il dialetto olandese. Nella lingua comune è normale identificare con il termine Olanda, attraverso una sineddoche, tutti i Paesi Bassi. Parimenti, la lingua ufficiale di questo paese come "lingua olandese" e l'aggettivo olandese viene applicato nell'identificare prodotti o altre cose originarie o tipiche dei Paesi Bassi, come la loro nazionale di calcio per esempio.
È da notare come a partire dagli anni '90 del Novecento alcune Università italiane hanno modificato il nome dell'insegnamento impartito in "Lingua e Letteratura Nederlandese", altre in "Lingua e Letteratura Neerlandese", mentre altre ancora mantengono la denominazione di "Lingua e Letteratura Olandese e Fiamminga".

## Storia

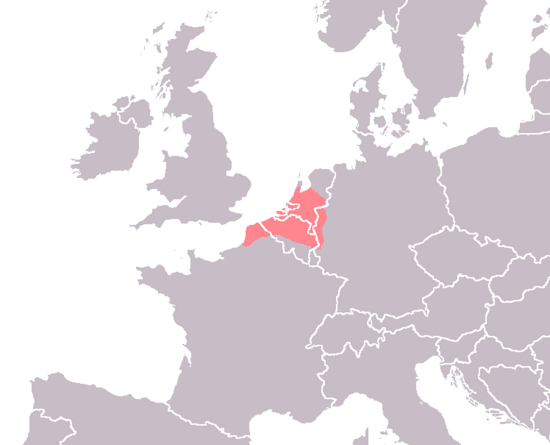
Area in cui, nel Medioevo, era parlata la lingua olandese antica.

Il primo documento in questa lingua è comunemente ritenuto un testo del XII secolo le cui prime parole sono Hebban olla vogala, ma vi sarebbero altre attestazioni ben anteriori.
L'olandese deriva dal francone antico, la lingua degli antichi Franchi, che invasero la Gallia dandole il loro nome, ma non la lingua, poiché il francese, l'erede della parlata galloromanza, ricevette scarsissime influenze dalla lingua germanica dei Franchi. L'olandese, facendo parte delle lingue germaniche occidentali e in particolare del ramo basso francone, presenta notevoli somiglianze sia con i dialetti del nord della Germania che con la lingua inglese, ma, avendo l'inglese subito durante il Medioevo forti influenze norrene, normanne e francesi, modificando così profondamente la propria struttura grammaticale, il proprio lessico e la propria fonetica, l'olandese risulta oggi in buona parte incomprensibile ad un anglofono.

## Demografia
| Territorio / Stato | Abitanti (2009)   | Parlanti |
| ------------------ | ----------------- | -------- |
| Aruba              | 106 523           | 5,8%     |
| Belgio             | 14 679 341 (2022) | 65%      |
| Bonaire            | 12 877            | 8,6%     |
| Curaçao            | 141 700           | 8,6%     |
| Paesi Bassi        | 19 452 899 (2022) | 86,7%    |
| Saba               | 1 601             | 8%       |
| Sint Eustatius     | 2 768             | 8%       |
| Sint Maarten       | 37 429 (2010)     | 8%       |
| Suriname           | 212 511           | 37,6%    |

| Paese                 | Parlanti madrelingua | Anno |
| --------------------- | -------------------- | ---- |
| Paesi Bassi           | 18 888 732           | 2017 |
| Belgio                | 8 719 926            | 2017 |
| Suriname              | 400 000              | 2017 |
| Curaçao               | 12 000               | 2011 |
| Aruba                 | 6 000                | 2010 |
| Paesi Bassi caraibici | 3 000                | 2018 |
| Sint Maarten          | 1 500                | 2011 |
| Totale mondiale       | 28 000 000           | N/A  |

## Dialetti
Nella lingua olandese, esistono anche diversi dialetti. Questi sono:
- il fiammingo occidentale parlato in Belgio nella variante West-Vlaams ed in Francia nella variante Frans-Vlaams;
- il fiammingo orientale (Oost-Vlaams);
- lo zelandese (Zeêuws);
- il limburghese, talvolta considerato non come dialetto ma come lingua vera e propria;
- il brabantino e la sua variante anversese;
- il dialetto olandese;

Altre varianti locali dell'olandese sono il Bildts, parlato attualmente da circa 6000 persone nella municipalità di Het Bildt e l'Urkers molto distintivo e con influenze ebraiche ed inglesi, parlato nella ex isola di Urk dalla comunità locale, isolata dalla terraferma prima del prosciugamento dei polder del Flevoland. La lingua frisone (Frysk) ed il basso sassone dei Paesi Bassi (Nederlands Nedersaksisch), parlate nel nord-est dei Paesi Bassi, non vengono comunemente considerate dialetti dell'olandese, ma lingue a parte. I dialetti frisoni cittadini (Stadsfries) sono da alcuni autori considerati dialetti olandesi mentre da altri sono considerati sia dialetti olandesi che dialetti frisoni, essendo derivati dalla lingua parlata a partire dal XV secolo dalla borghesia colta delle città frisoni, obbligata a conoscere sia l'olandese che il frisone. Altre varianti sono l'olandese del Suriname parlato nella ex colonia con influenze lessicali locali, l'olandese del New Jersey ormai scomparso e parlato fino agli inizi del XX secolo, l'olandese di Pella ancora in uso a Pella in Iowa e parlato dagli immigrati olandesi negli Stati Uniti e l'afrikaans lingua diffusa in Sudafrica e Namibia che si sviluppò fra i coloni boeri alla fine del XVII secolo.

## Pronuncia

### Consonanti
|               | Bilabiali | Labiodentali | Alveolari | Postalveolari | Palatali | Velari | Uvulari | Glottidali |
| Occlusive     | p b̥       |              | t d̥       |               |          | k ɡ̊ 1  |         | ʔ 2        |
| Nasali        | m         |              | n         |               |          | ŋ      |         |            |
| Fricative     |           | f v 3        | s z 3     | ʃ ʒ 4         |          | x ɣ 3  | ʁ 5     | ɦ          |
| Approssimanti |           | ʋ 6          |           |               | j        |        |         |            |
| Laterali      |           |              | l         |               |          |        |         |            |

Dove i simboli appaiono in coppia, quello di sinistra rappresenta la consonante sorda e quello di destra la consonante sonora.
Note:
1. [ɡ̊] non è un suono originario olandese e appare solo nei prestiti stranieri (es. goal) o come allofono del fonema /k/ a contatto con consonanti sonore o con l'approssimante [j].
2. [ʔ] è inserito prima della vocale iniziale all'interno delle parole dopo [a] e [ə] e spesso anche all'inizio di una parola.
3. In alcuni dialetti, in particolare quello di Amsterdam, le fricative sonore sono pronunciate sorde: /v/ viene pronunciata [f], /z/ viene pronunciata [s] e /ɣ/ viene pronunciata [x].
4. [ʃ] e [ʒ] non sono suoni originari olandesi e appaiono solo nei prestiti stranieri (es. show, bagage). Sono di solito realizzati rispettivamente [sʲ] e [zʲ]. La sequenza di fonemi /sj/ si pronuncia [ʃ] (in alcuni dialetti [sʲ]; es. huisje, meisje); allo stesso modo, le sequenze /tje/ e /dje/ (es. hondje) si pronunciano [ʧə] o [tçə] e la sequenza /nje/ (es. oranje) si pronuncia [ɲə].
5. /r/ si pronuncia [ɾ]; in alcuni dialetti viene realizzato con la fricativa uvulare sonora [ʁ], con una vibrante uvulare [ʀ] o anche con un'approssimante alveolare [ɹ].
6. /ʋ/ si pronuncia [w] al Sud e quasi come [v] al Nord.
7. /l/ si pronuncia spesso [l] e si velarizza in [ɫ] dopo una vocale (elk [ɛɫk]).

Peculiarità e tratti tipici:
- Tutte le consonanti in posizione finale di parola perdono la sonorità. Es. stad [stat].
- Non esistono consonanti geminate.
- Le parole di origine straniera si pronunciano in modo simile a come si pronunciano nella lingua da cui derivano. Es. restaurant (dal francese) [ʀɛstɔˈʀã].
- C si pronuncia [k] se precede una consonante diversa da h oppure le vocali a, o ed u, mentre si pronuncia [s] davanti ad e, i ed y. Es. conflict [ˈkɔɱflɪkt], cent (centesimo) si legge [sɛnt].
- CC davanti a vocali palatali si pronuncia [ks]. Es. accijns [ˈaksɛɪ̯ns].
- CH si pronuncia [x]. Es. lach [lax]. Nel Nord si pronuncia [χ]. Es. lach [laχ].
- G si pronuncia [ɣ]. Es. goud [ɣaʊ̯t]. Nel Nord si pronuncia [x, χ]: [xaʊ̯t, χaʊ̯t].
- J si pronuncia [j]. Es. jager [ˈjɑːɣəɾ].
- H si pronuncia [ɦ]. Es. huis [ɦœʏ̯s].
- S si pronuncia [s].
- Z si pronuncia [z]. Un'eccezione sono i numeri zestig e zeventig, nei quali z si pronuncia [s].
- W si pronuncia [ʋ] ([v] in Olanda, [w] nelle Fiandre e in Suriname). Il gruppo uw si pronuncia [w]. Es. weten [ʋeːtə], Nassouwe [nɑˈsaʊ̯wə].
- V si pronuncia [ɸ]. Es. vampier [ˈɸampiːɾ].
- SCH si pronuncia [sx] non a fine parola e [s] a fine parola. Es. school [sxoːl], fantastisch [fanˈtɑːstɪs].
- NG si pronuncia [ŋ] se appartiene alla stessa sillaba e [nɣ] se appartiene a due sillabe diverse. Es. koning [ˈkoːnɪŋ], aangeven [ˈɑːnˌɣeːvə].
- Il suffisso -en spesso si pronuncia [ə]. Es. geven [ˈɣeːvə].

## Grammatica

### Ortografia
L'ortografia olandese (in cui, a differenza del tedesco, non si utilizzano le maiuscole per indicare sistematicamente i sostantivi, tranne in casi particolari, come in italiano) si basa fondamentalmente sulla suddivisione dei vocaboli in sillabe.
In olandese ci sono due tipi di sillabe:
- sillabe chiuse: sillabe che terminano con una consonante
- sillabe aperte: sillabe che terminano con un dittongo o una vocale.

È perciò importante rispettare le seguenti regole:
Le vocali a, e, o, u quando hanno un suono lungo sono rappresentate da due lettere in una sillaba chiusa ed una lettera in una sillaba aperta.
Quando le stesse vocali a, e, o, u hanno un suono breve, si ritrovano in una sillaba chiusa.

### L'articolo

#### L'articolo determinativo
- L'articolo determinativo è de [d̥ə], con pronuncia irregolare, per il singolare maschile e femminile e per tutti i plurali. I nomi che rientrano in questa classe sono detti comuni o di genere comune (de-woorden).
- L'articolo determinativo per il singolare neutro è het [(h)ət], con pronuncia irregolare. I nomi che rientrano in questa classe sono detti neutri o di genere neutro (het-woorden).
- Esistono anche nomi che rientrano in entrambe le classi ed altri che, a seconda dell'uso di de e het, assumono significati diversi.

L'articolo è una parte del discorso invariabile, dato che i casi si formano analiticamente, abbinando cioè l'articolo ad una preposizione (come in italiano). Si dirà perciò het boek van de jongen (il libro del ragazzo) e ik geef het boek aan de jongen (do il libro al ragazzo). In alcune frasi idiomatiche o nei nomi di alcune città, però, si sono conservate le antiche declinazioni sintetiche (come in tedesco o in latino), quali i genitivi des e der e il dativo singolare den. Es. in naam der koningin (in nome della regina), op den duur (alla lunga), Den Haag (L'Aja).

#### L'articolo indeterminativo
L'articolo indeterminativo singolare è een ([eːn]); non esiste l'articolo indeterminativo plurale. Ad esempio een boek (un libro), boeken (dei libri).

### Aggettivo

#### Il comparativo di maggioranza
Il comparativo di maggioranza si ottiene aggiungendo all'aggettivo di grado positivo il suffisso sintetico -er. Es. rijk [ɾɛɪ̯k] (ricco) > rijker [ˈɾɛɪ̯kəɾ] (più ricco).
Ci sono, tuttavia, aggettivi irregolari. Es. goed [ɣuːt] (buono) > beter (migliore).

#### Il superlativo relativo
Il superlativo relativo si ottiene aggiungendo all'aggettivo di grado positivo il suffisso sintetico -st. Es. rijk (ricco) > rijkst (il più ricco).
Ci sono, tuttavia, aggettivi irregolari. Es. goed [ɣuːt] (buono) > best (il migliore).

### L'avverbio
Alcuni avverbi di modo coincidono con l'aggettivo corrispondente al grado positivo. Es. goed (buono, bene): Zij spreken goed (Essi parlano bene).

### Il verbo
I verbi olandesi si suddividono in tre categorie: forti, deboli e irregolari.
I verbi forti formano il preterito (o imperfetto) e il participio passato modificando la radice con un processo detto apofonia (modifica del suono vocalico radicale, a seconda dei tempi verbali). Si dividono in sette classi, che possono avere a loro volta due tipi ciascuna, a seconda della vocale radicale dell'infinito; la 7ª classe, riunendo verbi di diversa provenienza, presenta alcune peculiarità.
| № CLASSE  | APOFONIE        | APOFONIE        | INFINITO | IMPERFETTO SING. / PLUR. | PARTICIPIO PASSATO | SIGNIFICATO        |
| --------- | --------------- | --------------- | -------- | ------------------------ | ------------------ | ------------------ |
| 1ª classe | ij - ee - e - e | ij - ee - e - e | kijken   | keek / keken             | gekeken            | guardare           |
| 2ª classe | A               | ui - oo - o - o | sluiten  | sloot / sloten           | gesloten           | chiudere           |
| 2ª classe | B               | ie - oo - o - o | kiezen   | koos / kozen             | gekozen            | scegliere          |
| 3ª classe | A               | i - o - o - o   | vinden   | vond / vonden            | gevonden           | trovare            |
| 3ª classe | B               | e - o - o - o   | zenden   | zond / zonden            | gezonden           | mandare, spedire   |
| 4ª classe | e - a - a - o   | e - a - a - o   | nemen    | nam / namen              | genomen            | prendere           |
| 5ª classe | A               | e - a - a - e   | geven    | gaf / gaven              | gegeven            | dare               |
| 5ª classe | B               | i - a - a - e   | zitten   | zat / zaten              | gezeten            | sedersi            |
| 6ª classe | A               | a - oe - oe - a | dragen   | droeg / droegen          | gedragen           | portare, indossare |
| 6ª classe | B               | e - oe - oe - o | zweren   | zwoer / zwoeren          | gezworen           | giurare            |
| 7ª classe | A               | # - ie - ie - # | vallen   | viel / vielen            | gevallen           | cadere             |
| 7ª classe | B               | # - i - i - #   | hangen   | hing / hingen            | gehangen           | pendere            |

I verbi deboli formano l'imperfetto aggiungendo:
- -de alla radice del verbo che termina per consonante sonora;
- -te alla radice del verbo che termina per consonante sorda.

I verbi deboli formano il participio aggiungendo:
- il prefisso ge- in tutti i casi (a meno che la radice del verbo non presenti un prefisso inseparabile come be, ge, ver, ont, o anche door, over, voor non accentati);
- il suffisso -d alla radice del verbo che termina per consonante sonora;
- il suffisso -t alla radice del verbo che termina per consonante sorda.

I verbi irregolari non fanno uso di queste regole e si declinano in modo diverso.
Ad esempio:
- zijn - was / waren - geweest (essere)
- gaan - ging / gingen - gegaan (andare)
- eten - at / aten - gegeten (mangiare)
- komen - kwam / kwamen - gekomen (venire)

Verbo essere, tempo presente
- zijn [zɛɪn] (essere)
- ik ben [ɪk'bɛn]
- jij bent [jɛɪ̯'bɛnt] (la -t desinenziale cade sempre quando s'inverte il verbo, ad esempio nella frase interrogativa: ben jij?)
- hij, zij, het is [hɛɪ̯/zɛɪ̯/(h)ət'ɪs]
- wij zijn [vɛɪ̯'zɛɪn]
- jullie zijn [ˌjʏli'zɛɪ̯n]
- zij zijn [zɛɪ̯'zɛɪn]

La forma di cortesia, u (nelle Fiandre si vede anche la forma con maiuscola), può prendere sia la seconda che la terza persona singolare: u bent/is
- hebben ['hɛbən] (avere)
- ik heb [ɪk'hɛp]
- jij hebt [jɛɪ'hɛpt]
- hij, zij, het heeft [hɛɪ̯/zɛɪ̯/(h)ət'he:ft]
- wij hebben [vɛɪ'hɛbən]
- jullie hebben [ˌjʏli'hɛbən]
- zij hebben [zɛɪ̯'hɛbən]

La forma di cortesia può prendere sia la seconda che la terza persona singolare: U hebt/heeft
- zullen ['zœlən] (questo verbo, aggiungendo un infinito alle forme declinate, forma un futuro verbale - es. ik zal hebben, io avrò)
- ik zal [ɪk'zɑɫ]
- jij zult (zal) / u zult (zal) [jɛɪ̯/y'zœɫt (zɑɫ)]
- hij, zij, het zal [hɛɪ̯/zɛɪ̯/(h)ət'zɑɫ]
- wij zullen [vɛɪ̯'zœlən]
- jullie zullen [ˌjʏli'zœlən]
- zij zullen [zɛɪ̯'zœlən]

Per la forma di cortesia, è più utilizzata la seconda persona singolare: u zult (zal)
- Attenzione! Per tutti i verbi (sia irregolari che regolari) la -t finale della 2ª persona singolare cade quando s'inverte il verbo con il soggetto e ciò accade nei periodi interrogativi e nelle espressioni enfatiche o esclamative.

Esempi:
Heb je een pen? → Hai una penna?
Morgen kom je niet. → Domani tu non vieni.
- Attenzione! In olandese, la persona U è la forma di cortesia, come il Lei in italiano. U deve essere utilizzato con la 2ª/3ª pers. singolare, identiche in tutti i verbi, tranne in "hebben" e "zijn", che utilizzano rispettivamente "heeft"/"hebt" (il primo più frequente) e "bent"/"is" (il primo molto più frequente).

Esempio:
Heeft/Hebt u een pen? → Ha (lei) una penna?
- Il passato prossimo si costruisce:

a. con il presente indicativo di "hebben"
oppure
b. con il presente indicativo di "zijn"
più, in entrambi i casi, il participio passato del verbo in fondo alla frase. La scelta fra i due ausiliari si basa sul grado di agentività del soggetto, in modo analogo all'italiano. Esempio:
a. Ik heb dat verhaal verteld. (= Ho raccontato quella storia)
b. Hij is in Rotterdam geweest. (= È stato a Rotterdam)

## L'alfabeto e gli accenti
L'olandese è scritto in alfabeto latino ed utilizza un carattere aggiuntivo oltre a quelli dell'alfabeto standard, il digramma IJ. Ha una percentuale relativamente elevata delle lettere doppie, sia vocali che consonanti, a causa della formazione di parole composte e per distinguere i molti suoni vocalici della lingua. Un esempio di cinque lettere doppie consecutive è la parola voorraaddoos (contenitore di provviste).
La dieresi (trema) è utilizzata per rimarcare le vocali e, i ed u che devono essere pronunciate separatamente come België, maïs o reünie (Belgio, mais, riunione). Secondo la recente riforma linguistica, nelle parole composte (escluso il caso di prefissi o suffissi), la dieresi è stata sostituita da un trattino, ad esempio zeeëend (anatra marina) è oggi scritto zee-eend.
L'accento acuto si trova principalmente nei prestiti linguistici come nella parola café, ma può essere utilizzato anche per differenziare due forme della stessa parola. Il suo uso più comune è per differenziare l'articolo indeterminativo een (uno) dal numero één (uno).
L'accento grave è utilizzato per specificare la pronuncia ad esempio nelle parole hè (cosa in forma interrogativa) o bèta e in prestiti linguistici quali caissière (cassiera) o après-ski (doposci). Nella recente riforma linguistica, l'accento grave è stato sostituito da quello acuto come segno di vocale breve, ad esempio wèl è stato cambiato in wél.
Altri diacritici quali ad esempio il circonflesso possono riscontrarsi in prestiti linguistici soprattutto dal francese, così come si possono riscontrare i caratteri Ñ e Ç in rari casi di prestiti linguistici dallo spagnolo o dal portoghese.
La lingua ufficiale è determinata dalla Wet schrijfwijze Nederlandsche taal (Legge sulla scrittura della lingua olandese; approvata in Belgio nel 1946 e nei Paesi Bassi nel 1947 e basata su una revisione linguistica del 1944; entrambe emendate dopo una revisione del 1995 ed un'altra del 2005). La Woordenlijst Nederlandse taal ("lista delle parole in lingua olandese"), comunemente conosciuta come groene boekje ("libretto verde") a causa del colore della sua copertina, è normalmente accettata come spiegazione informale della legge.

### Linguistica
- Riccardo Rizza, La lingua e la letteratura nederlandese in Italia, Nuova Universale Cappelli, Bologna, 1987
- O. Vandeputte, J.H. Meter, R. Del Pezzo Costabile, Il nederlandese, Stichting Ons Erfdeel vzw, 1984
- Roland van Ertvelde, Introduzione alla fonologia nederlandese, C.L.E.S.P., Padova, 1981

### Grammatiche
- Rita D. Snel Trampus, Introduzione allo studio della lingua neerlandese, vol. 1 Grammatica, LED, Milano, 1993
- Rita D. Snel Trampus, Introduzione allo studio della lingua neerlandese, vol. 2 Esercizi applicativi, LED, Milano, 1994
- Dolores Ross, Elisabeth Koenraads, Grammatica neerlandese di base, Hoepli, Milano, 2007
- Derk J. Dallinga, Grammatica pratica della lingua neerlandese, UPSEL Domeneghini, 1992

### Dizionari
- a cura di Vincenzo Lo Cascio, Grande dizionario elettronico italiano-neerlandese/neerlandese-italiano, CD-ROM, ItalNed, 2005
- Vincenzo Lo Cascio, Il dizionario neerlandese, 2 voll., Zanichelli, 2001
- Vincenzo Lo Cascio, Il dizionario di neerlandese, 2 voll., Zanichelli/Van Dale, 2017
- Vincenzo Lo Cascio, Van Dale Middelgroot woordenboek Nederlands-Italiaans, Van Dale, 2017
- Vincenzo Lo Cascio, Van Dale Middelgroot woordenboek Italiaans-Nederlands, Van Dale, 2017
- a cura di Edigeo, Olandese - Dizionario compatto neerlandese-italiano italiano-neerlandese, Zanichelli, 2003

### Corsi di lingua
- Dolores Ross, Luisa Berghout, Marleen Mertens, Roberto Dagnino, Mooi zo! - Corso di lingua neerlandese, Hoepli, Milano, 2017

### Storia della letteratura
- (a cura di) Roberto Dagnino, Marco Prandoni, Cultura letteraria neerlandese, Hoepli, Milano, 2020
- (a cura di) J. E. Koch, F. Paris, M. Prandoni, F. Terrenato, Harba lori fa! Percorsi di letteratura fiamminga e olandese, Università L’Orientale, Napoli, 2012
- J.C. Brandt Corstius, Gerda van Woudenberg, La letteratura olandese, Sansoni-Accademia, Firenze/Milano, 1969
- Antonio Mor, Jean Weisberger, Le letterature del Belgio, Sansoni-Accademia, Firenze/Milano, 1968